# Hatton (Dakota Północna)
Hatton – miasto w Stanach Zjednoczonych, w stanie Dakota Północna, w hrabstwie Traill.